# Dirranbandi
Dirranbandi ist eine Kleinstadt im Südwesten des australischen Bundesstaates Queensland. Sie liegt in der Local Government Area Balonne Shire, am Castlereagh Highway und am Balonne River. Bei der letzten Volkszählung im Jahr 2021 wurde eine Einwohnerzahl von 364 festgestellt.

## Wirtschaft
Die Bevölkerungszahl steigt stetig an, da Saisonarbeiter zur Arbeit auf den ausgedehnten Baumwollfeldern kommen. Wegen der geringen jährlichen Regenfälle werden die Felder intensiv bewässert. Dirranbandi liegt in der Nähe der Cubbie Station, des größten privaten Baumwollfarmers der südlichen Hemisphäre.

## Sehenswürdigkeiten
Der Culgoa-Floodplain-Nationalpark liegt südwestlich von Dirranbandi.

## Geschichte
Dirranbandi, das 1885 gegründet wurde, liegt im angestammten Gebiet des Aborigines-Stammes der Kooma. Aber die Ureinwohner in Dirranbandi zählen sich selbst zu den Kamilaroi.
Es wird behauptet, dass der Name in der Sprache der Aborigines Sumpf mit sehr vielen Fröschen und Wasservögeln bedeutet. Es gibt aber keinen eindeutigen Hinweis, dass dies in irgendeiner der örtlichen Aborigines-Sprachen der Fall ist. Vielmehr scheint der Name von einem Ortsnamen im örtlichen Yuwaliyaay-Dialekt, Dhurrunbandaay, abgeleitet zu sein. Dieser Name soll mit dhurrun gal (dt.: haarigen Raupen) und baanda-y (dt.: in die indische Akte bewegen) zu tun haben. Es gibt auch ein Substantiv dhirrinbaa im Yulawaalaraay-Dialekt, dass im Deutschen Schlechtwetterlager auf erhöhtem Gelände bedeutet. Dies ist offenbar aus dhirrin (dt.: erhöhtes Gelände) und -baa (Suffix für dt.: Platz, Ort) zusammengesetzt.
Die Eisenbahn erreichte Dirranbandi am 22. Mai 1913. Dirranbandi kam die Ehre zu, das Ziel des letzten Postzuges in Australien zu sein.
Bei der großen Flut im Jahr 2010 wurde auch Dirranbandi überflutet. Einige Bauern verloren dadurch viel Vieh. Für andere war es aber auch ein sehr gutes Jahr.